# Qom (Irán)
Qom, Ghom o Qum (en persa: قم‎) es la capital de la provincia iraní de Qom. En 2005 registraba una población de 1.04 millones de habitantes. Se sitúa a 156 km al sudoeste de Teherán, en la ribera del río Qom. Qom es considerada ciudad santa en el islam chiita, ya que ahí se ubica el sepulcro de Fátima Ma'suma, hermana del imán Reza (798-816 d. C.). La ciudad es el centro mundial de los estudios islámicos chiitas, y es un destino importante de peregrinación.

## Nombre
Algunos investigadores han considerado que la palabra "Kom" (en el antiguo nombre de Komidan (Komiran)) significa "ciudad" y creen que existe una conexión léxica entre las palabras "Komiran", "Shemiran (cerca de Teherán)", "Teherán ", "Chamran (en las zonas de Saveh)" e "Irán", y consideraban que el antiguo nombre de Qom era "Komiran" (en el sentido de "ciudad de Irán")

## Geografía
Qom, la capital de la provincia de Qom, se encuentra a 125 kilómetros al sur de Teherán, en una llanura baja. El santuario de Fatimeh Masumeh, la hermana del Imam Reza, se encuentra en esta ciudad, que los musulmanes chiitas consideran sagrada. La ciudad está ubicada en el límite del desierto central de Irán (Kavir-e Markazi). En el censo de 2011, su población era de 1 074 036, que comprende 545 704 hombres y 528 332 mujeres.
Qom es un centro focal de la Shiʿah. Desde la revolución, la población clerical ha aumentado de alrededor de 25,000 a más de 45,000 y la población no clerical se ha más que triplicado a aproximadamente 700,000. Sumas sustanciales de dinero en forma de limosnas e impuestos islámicos fluyen hacia Qom a los diez Marja' -e taqlid o "Fuente a seguir" que residen allí. El número de escuelas de seminarios en Qom ahora es más de cincuenta, y el número de institutos de investigación y bibliotecas en algún lugar cerca de doscientos cincuenta.

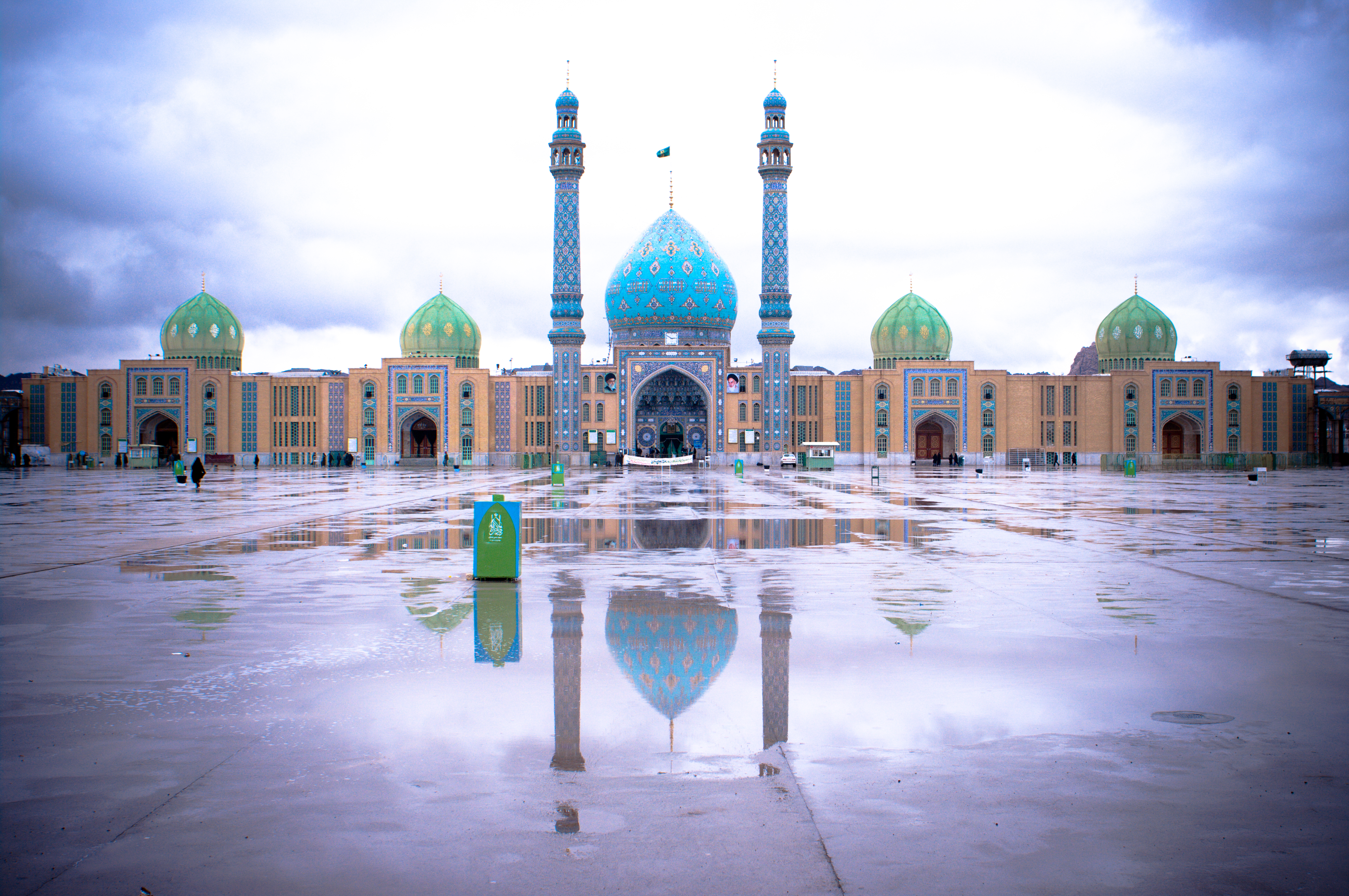
Mezquita Jamkaran en Qom

Su centro teológico y el Santuario de Fátima Masumeh son características destacadas de Qom. Otro sitio religioso muy popular de peregrinación anteriormente fuera de la ciudad de Qom, pero ahora más de un suburbio se llama Jamkaran . La proximidad de Qom a Teherán ha permitido que el establecimiento clerical tenga fácil acceso para monitorear los asuntos y las decisiones del estado. Muchos grandes ayatolás poseen oficinas en Teherán y Qom; muchas personas simplemente viajan entre las dos ciudades, ya que están a solo 156 kilómetros o 97 millas de distancia. Al sureste de Qom se encuentra la antigua ciudad de Kashan . Directamente al sur de Qom se encuentran las ciudades de Delijan, Mahallat, Naraq, Pardisan City, Kahak yJasb. La zona que rodea al este de Qom está poblada por Tafresh, Saveh y Ashtian y Jafarieh.

## Historia

Panorámica de la ciudad

Qom existía ya como asentamiento urbano en períodos preislámicos. Descubrimientos arqueológicos han revelado que Qom ya tenía residentes desde el V milenio a. C. Las reliquias preislámicas encontradas y los textos históricos la revelan como una gran ciudad regional de nombre Kum. Así, cuando los árabes invadieron Irán en el siglo VII d. C., la denominaron Qom.
La conquista de la zona por parte de las fuerzas árabes islámicas se produjo durante el califato de Umar ibn al-Jattab (581-644 d. C.). La ciudad siguió floreciendo durante el período Selyúcida, pero sufrió gran destrucción cuando Persia fue invadida por los mongoles. Sin embargo, cuando la dinastía mongola gobernante, conocida por el nombre de Iljanato, se convirtió al islam durante el reinado de Mohammad Jodabandé, la ciudad recibió una atención especial y revivió una vez más.